# En ficka full med råg
En ficka full med råg (originaltitel A Pocket Full of Rye) är en detektivroman av den brittiska författaren Agatha Christie. Den kom ut i Storbritannien 1953 och i svensk översättning (av Carl Sundell) 1954. Bokens detektiv är Miss Marple.
Liksom flera av Christies romaner (t.ex. Hickory Dickory Dock och Skospännet) refererar titeln och väsentliga delar av handlingen till en barnramsa, i det här fallet "Sing a Song of Sixpence". Miss Marple reser till Fortescues hem för att ge information om hembiträdet Gladys Martin. Hon arbetar med kommissarie Neele tills mysterierna avslöjas.
| ” | Sjung en sång för sex pence om en ficka full med råg ett tjog och fyra koltrastar, som i en pajdeg låg. Då pajen kom på bordet, blev det en väldig fåglalåt; var inte det en kräslig rätt att bjuda en despot? I räknekammarn vid sin skatt satt landets snikne konung, och drottningen i sitt gemak drack te med bröd och honung; och jungfrun var på gården, hängde kläder på ett streck, men fick ett nyp i näsan av en pippi svart som beck. | „ |

Två recensenter ansåg vid tiden för publiceringen att "intrigens dolda mekanism är genialisk på bekostnad av sannolikheten" och att romanen var "inte fullt så häpnadsväckande som några av Mrs Christies kriminella angrepp på sina läsare". Christies överlag höga kvalitet på att skriva detektivromaner ledde till att man sa att "de borde göra henne till Dame". Senare skrev en annan recensent att karaktärerna inkluderade en "exceptionellt otäck familj av misstänkta" i vad som var "Fortfarande en bra, spännande läsning."

## Handling
När affärsmannen Rex Fortescue i London dör efter att ha druckit sitt morgonte leder Scotland Yards kriminalinspektör Neele utredningen. En obduktion visar att dödsorsaken var förgiftning av taxin, en giftig alkaloid som utvinns ur idegranar, och att Fortescue intog den till sin frukost, medan en genomsökning av hans kläder avslöjar en mängd råg i hans jackficka.
Rex fru Adele är huvudmisstänkt för mordet. Sonen Lancelot och hans fru Pat reser från Kenya till London, på inbjudan av hans far, enligt Lance. I Paris meddelar han att han kommer hem nästa dag och polisen möter honom på flygplatsen. Samma dag som Lance anländer till Yewtree Lodge och lämnar sin fru i London, dör Adele av cyanid i sitt te, och några timmar senare hittas hembiträdet Gladys Martin strypt på gården med en klädnypa på näsan.
Kommissarie Neele arbetar heltid med hjälp av sergeant Hay med dessa mord och intervjuar alla på kontoret och i hemmet. Den äldre sonen Percival berättar för inspektören att hans far var oberäknelig och förstörde verksamheten. Efter att historien om de tre morden hamnar i tidningarna anländer Miss Marple till Yewtree Lodge för att kasta ljus över Gladys Martin, som lärde sig att servera och städa i Miss Marples hem. Miss Ramsbottom, Rex svägerska, bjuder in henne att stanna. Kommissarie Neele går med på att arbeta med Miss Marple för att se vad hon kan tillföra. Neele får reda på att taxinet hade intagits i marmelad och att en ny burk hade ställts fram vid frukosten och att Rex var ensam. Burken hade slängts på gården och hittats av polisen. När miss Marple och kommissarie Neele diskuterar fallet, frågar hon honom om han har frågat om koltrastar, efter att ha sett mönstret i den gamla barnramsan "Sjung en sång om sex pence". När han frågar får han veta att det fsnns döda koltrastar på Rex skrivbord hemma, en paj vars innehåll har tagits bort och ersatts med döda koltrastar, och av Lance från koltrastgruvan i Östafrika.
Blackbird-gruvan hittades av en MacKenzie och misstänktes innehålla guld. Rex Fortescue undersökte marken efter att ha investerat kapital i den, och lämnade sedan MacKenzie där för att dö, återvände ensam och ägde marken som han ansåg inte hade något värde. Mrs MacKenzie hade därefter beskyllt Rex för sin makes död och lovat att lära sina barn att hämnas sin far. Både inspektören och miss Marple misstänker att dottern finns i hushållet under ett annat namn, eftersom sonen dog i kriget. Inspektören misstänker Mary Dove, hushållerskan, och berättar det för henne; Senare berättar Jennifer Fortescue, Percys fru, för Miss Marple att hon var MacKenzies dotter, och inspektören bekräftar det. Jennifer lade ut de döda koltrastarna i närheten av Rex för att påminna honom om hans tidigare brott. Miss Marple inser att detta gav mördaren temat. Dove utpressar Jennifer. Inspektör Neele säger att om Dove betalar tillbaka pengarna kommer han inte att åtala henne.
Miss Marple förklarar för kommissarie Neele vem som dödade Rex Fortescue: Gladys, som lade giftet i marmeladen i tron att det var en sanningsdrog, och rågen i fickan, på uppmaning av hennes pojkvän, Albert Evans. Den oattraktiva Gladys var mycket lätt att övertala att hjälpa honom, hon ifrågasatte aldrig hans motiv och smickrades av hans uppmärksamhet. Miss Marple förklarar att Albert Evans egentligen är Lance Fortescue, som vill ha lagfarten till Blackbird-gruvan, eftersom uran har hittats där. Han arrangerade mordet på sin far för att stoppa förlusten av pengar och för att bara ta itu med sin bror. Han mördade sin styvmor för att hon skulle ärva en stor summa pengar, men bara om hon levde trettio dagar efter sin man, och han dödade Gladys så att hon inte skulle prata, och lämnade klädnypan för att matcha raden i rimmet.
När miss Marple kommer hem väntar ett brev från Gladys i posten. Hon förklarar allt hon gjort och ber Miss Marple om hjälp, eftersom hon inte vet vad hon ska göra, och bifogar ett foto av henne och hennes Albert – uppenbarligen Lance Fortescue. Kommissarie Neeles fall kommer att vara mycket starkt.

## Karaktärer
- Miss Marple: tränade Gladys i att tjäna i ett hem eller på en restaurang, och känner sig ansvarig när hon läser om morden där Gladys arbetar.
- Miss Griffith: maskinskrivare på Rex Fortescues kontor. Hon ringer hans läkare.
- Fröken Irene Grosvenor: kompetent, vacker blond sekreterare på Rex Fortescues kontor, hans personliga sekreterare.
- Miss Somers: den nyaste sekreteraren på Rex Fortescues kontor, som aldrig kan lära sig när vattnet kokar till te.
- Kommissarie Neele: Kriminalinspektör vid kriminalpolisen som hanterar Rex Fortescues död och de två följande dödsfallen i Fortescues hem. Han är snabbtänkt och tar snabbt reda på dödsorsaken, så det är känt att det rör sig om mord.
- Professor Bernsdorff: Patolog vid St Jude's Hospital som fastställer dödsorsaken för Rex.
- Sergeant Hay: assisterar inspektör Neele. Han hittar den bortkastade burken med marmelad på gården.
- Rex Fortescue: Rik, skrupelfri affärsman i London som dör på sitt kontor. Han är över 60 år gammal och misstänks av sina söner för en allvarlig sjukdom som försämrar hans funktioner i verksamheten Consolidated Investments.
- Percival Fortescue: Rex äldste son, som arbetar med honom i verksamheten. Han är mer konservativ i sina investeringar än vad hans far är. Han heter antingen Percy eller Val och är ungefär 30 år gammal. Han verkar få som han vill, och har mest att vinna på att hans far och styvmor dör, men kunde inte ha dödat den senare.
- Jennifer Fortescue: Percivals hustru under de senaste tre åren. De träffades när hon vårdade honom tillbaka från lunginflammation. Hon är uttråkad av sitt liv som hustru, utan fokus på professionell omvårdnad. Hon hette Ruby MacKenzie innan hon gifte sig.
- Lancelot Fortescue: Rex andra son, med smeknamnet Lance. De två grälade elva år tidigare, vilket ledde till ett intrång, men han behåller en roll i Consolidated Investments som junior partner. Han bor i Kenya och kommer hem för att försonas med sin far eftersom han är mycket lycklig med Pat och vill slå sig till ro. Han är snygg, attraktiv, smart och fullständigt skrupelfri.
- Pat Fortescue: Lances fru, nygift. De träffades i Kenya, dit hon åkte för att börja om på nytt efter att ha förlorat två män, den ena i kriget, den andra i självmord (Lord Frederick Anstice). Hon älskar Lance och han älskar henne. Hon är ovetande om Lances brott och tror på historierna han berättar om hur hans far skickade efter honom. Miss Marple råder henne att återvända till sitt barndomshem, om hon skulle hamna i sitt liv igen.
- Elaine Fortescue: Rex dotter och yngsta barn, i tjugoårsåldern. Hon är förälskad och vill gifta sig, men hennes far förbjuder äktenskapet. När han dör berättar hon för sin bror att hon ska gifta sig om en månad och börja skolan med sin man. Hon är den enda som fäller en tår över sin fars död.
- Gerald Wright: skollärare älskad av Elaine. Han kommer till området när Elaine ringer honom efter att hennes pappa dött.
- Miss Ramsbottom: Moster Effie, äldre syster till Rex första fru Elvira, mor till deras barn. Hon har stränga åsikter om moraliskt beteende, men avslöjar inte Lances lögn om den tid han var med henne på dagen för hans ankomst. Hon tillbringar tid med besökande missionärer och är över 70 år gammal.
- Adele Fortescue: Rex andra fru, ungefär trettio år yngre än han själv, ungefär lika gammal som hans söner. De har varit gifta i två år. Hon är en vacker kvinna som älskar dyra saker, beskriven av Mary Dove som "ett sexigt plagg".

Vivien Edward Dubois: golf- och tennispartner och älskare till fru Fortescue. Han är ensam arvtagare i hennes testamente.
- Mary Dove: hushållerska på Yewtree Lodge. Hon är kompetent och lugn inför mord.
- Mrs Crump: kock i Fortescues hushåll, som tar anstöt av inspektörens förslag att mat hon lagat skulle förgifta vem som helst.
- Crump: fungerar som butler, inte särskilt bra, men han är en paketlösning med Crump.
- Gladys Martin: salongsbiträde på Yewtree Lodge, familjen Fortescues familjeherrgård, i ungefär två månader.
- Albert Evans: Gladys pojkvän, som hon diskuterar med Mrs Crump. Han är en falsk identitet som används av Lance Fortescue.
- Ellen Curtis: hembiträde på Yewtree Lodge i flera år.
- Mrs MacKenzie: Mr MacKenzies änka, som hittade ett potentiellt guldgruvefält i Östafrika och sökte kapital från Rex, tjugo år innan berättelsen börjar. Rex lämnade honom där för att dö. Rex äger fortfarande marken och hävdade att den var värdelös vad guldet beträffar. Hon bor på Pinewoods privata sanatorium. Hon pratar inte längre med sin dotter eftersom hon bara bråkar med sin dotter.
- Donald och Ruby MacKenzie: MacKenzies två barn, 9 och 7 år gamla när deras far dog. Deras mor uppfostrade dem för att hämnas sin fars död. Donald dödades tidigt under andra världskriget.

## Litterär betydelse och mottagande
Philip John Stead skrev i The Times Literary Supplement den 4 december 1953 att "Miss Christies roman tillhör den bekväma grenen av detektivromanen; Den trakasserar aldrig sina läsare genom realistisk framställning av våld eller känslor eller genom att ställa orimliga krav på deras intresse för karaktärerna. Brott är en konvention, strävan en intellektuell övning, och det är som om den förhatlige finansmannens mördare bara förgiftade på skämt. Karaktärerna är lätt och skickligt skissade och en antiseptisk bris av humor råder. Det är ett nöje att läsa en författare som är så väl medveten om begränsningarna i det hon försöker sig på." Han avslutade: "Miss Christie har ett rykte om sig att vara ärlig mot läsaren som gillar att ta på sig detektivansvar, och även för att vara en för mycket för honom. I det aktuella fallet kan man tycka att den dolda mekanismen i handlingen är sinnrik på bekostnad av sannolikheten, men historien berättas med sådan säkerhet att den (liksom mordet självt, i denna pastorala atmosfär) inte spelar så stor roll."
Maurice Richardson skrev i The Observer (15 november 1953): "Inte fullt så häpnadsväckande som några av Mrs Christies kriminella angrepp på sina läsare; Sufflén jäser bra, men villospåren är inte riktigt tillräckligt fiffiga. Men hur bra skriver hon nästan alltid, den käre dekadente gamle dödshandlaren; de borde göra henne till en Dame eller en hedersdoktor."
Robert Barnard sa om karaktärerna att "Super-stockbrokerbelt setting, och ganska exceptionellt otäcka familj av misstänkta. (Christie föredrar vanligtvis att hålla de flesta av sina karaktärer åtminstone potentiellt sympatiska såväl som potentiella mördare, men här är de bara de senare)." Han ansåg att handlingen var "Något av en repris av Hercule Poirots jul (avskyvärd far, godhjärtad son, ne'er-do-well-son, golddiggerfru, etc.), men utan dess strama konstruktion och uppfinningsrikedom. Och rimmet är irrelevant." Hans slutsats om den här romanen var att "Fortfarande en bra, sur läsning."

## Giftet
Fröhyllet, den köttiga delen av bäret, är den enda delen av idegranen som är giftfri. Fröna inuti bäret innehåller en hög koncentration av taxin och är giftiga om de tuggas. Husdjur som tuggar på idegransgrenar eller löv har blivit sjuka. En av karaktärerna i romanen anmärker att taxin "inte har några medicinska användningsområden", vilket var korrekt vid den tiden. År 1963 visade sig Paklitaxel, som är en medlem av taxinfamiljen, vara ett av de mest potenta och effektiva kemoterapiläkemedlen för behandling av solida tumörer.

## Bearbetningar

### Film
Den första filmatiseringen av romanen var den sovjetiska långfilmen "Чёрных дроздов" (Taina Chornyh drozdov) från 1983. Ordagrant översatt betyder titeln "De svarta trastarnas hemlighet". Miss Marple spelades av den estniska skådespelerskan Ita Ever.

### TV
En ficka full med råg var den fjärde överförda berättelsen i BBC:s serie Miss Marple-filmatiseringar med Joan Hickson i huvudrollen. Den sändes första gången i två delar den 7 och 8 mars 1985. Trots att de förblev romanen trogna, förutom att de gav titeln "A Pocketful of Rye", dök inte karaktärerna Mrs MacKenzie, Gerald Wright och Elaine Fortescue upp. Till slut dör mördaren i en bilolycka, medan det inte finns något sådant i romanen.
Romanen anpassades för den fjärde säsongen av den brittiska TV-serien Agatha Christies Marple som sändes på ITV den 6 september 2009 med Julia McKenzie i huvudrollen. I jämförelse med de andra avsnitten var denna adaption förvånansvärt trogen och hade bara mindre förändringar.

### Radio
Michael Bakewells 90 minuter långa version för BBC radio sändes första gången 1995. June Whitfield spelade Miss Marple.

### Fotnoter
1. ↑  Peers, Chris (March 1999). Collins Crime Club – A checklist of First Editions. Dragonby Press. sid. 15
2. ↑  Cooper, John (1994). Detective Fiction – the collector's guide. Scholar Press. sid. 82, 87. ISBN 0-85967-991-8
3. ↑  ”American Tribute to Agatha Christie”. http://home.insightbb.com/~jsmarcum/agatha53.htm.
4. 1 2  Stead, Philip John (4 december 1953). ”Review”. The Times Literary Supplement:  s. 773.
5. 1 2 3  Richardson, Maurice (15 november 1953). ”Review”. The Observer:  s. 10.
6. 1 2  Barnard, Robert (1990). A Talent to Deceive – an appreciation of Agatha Christie. Fontana Books. sid. 203. ISBN 0-00-637474-3
7. ↑  Robertson, John (14 februari 2013). ”The poison garden”. http://www.thepoisongarden.co.uk/atoz/taxus_baccata.htm. Läst 21 februari 2013.
8. ↑  Cope, R.B. (1 September 2005). ”'Toxicology Brief: The dangers of yew ingestion”. Veterinary Medicine. http://veterinarymedicine.dvm360.com/vetmed/article/articleDetail.jsp?id=178804.
9. ↑  ”BBC Radio 4 Extra - Miss Marple, A Pocket Full of Rye”. https://www.bbc.co.uk/programmes/b007jvfn.